# كريستين ريتر (رسامة)
كريستين ريتر (بالألمانية: Christiane Ritter)‏ (و. 1897 – 2000 م) هي رسامة، ومؤلفة، وكاتِبة نمساوية، ولدت في كارلوفي فاري، توفيت في فيينا، عن عمر يناهز 103 عاماً.